# 北崎拓
北崎 拓（1966年7月27日—）是日本漫畫家。兵庫縣芦屋市出身、男性、血型AB型。
因畫浪漫愛情故事出名。

## 作品
- 空色み〜な（少年Big Comic 1985年16号～1987年6号(最終号)）
- ヒーロー志願（Young Sunday 1987年1号(創刊号)～1988年6号）
- 望郷戦士-TEARFUL.SOLDIER-（週刊少年Sunday 1988年38号～1989年51号）全7巻
  - 長鴻出版社出版，全7集。

五位中學生為了找尋寶藏進入山洞時卻遇上大地震，受困三天後好不容易逃了出來，但卻發現來到了13年後的世界，生存在這個世界唯一的法則就是槍與暴力，支持一行人渡過種種難關的動力就是：回到東京...
- エンジェル・コップ（月刊NewType 1989年6月号～9月号）
- 像這樣的情歌（たとえばこんなラブ・ソング）（週刊少年Sunday 1990年28号～1991年50号）
  - 尖端出版社出版，全6集完結。

高瀨龍介與七穗瞳在中學二年級時開始交往，又一起考上葵學園高校，龍介以為兩人會進同一所高中時。瞳卻在高中入學前夕單方面提出分手，並在沒有任何解釋下前往九州...
一年後，高二的龍介與新女友八木真里子感情正穩定發展時，卻發現瞳又轉學回到葵學園...
龍介夾在態度曖昧的瞳與純潔的真里子之中，一方面無法放棄初戀情人瞳、另一邊也割捨不下專情的真里子。但是徘迴在兩個女孩子中間的龍介最後還是必需做出選擇...
- ふ・た・り（週刊少年Sunday 1992年18号～1993年43号）
  - ふ・た・り 台譯《兩情相戀》，尖端出版社出版，全6集完結
- ますらお〜秘本義経記〜 （週刊少年Sunday 1994年14号～1996年3・4合併号）
  - ますらお〜秘本義経記〜 台譯《戰神源義經》，尖端出版社出版，全8集完結
- 風速女孩（なぎさMe公認）（週刊少年Sunday 1996年16号～1999年34号）
  - 《風速女孩》 大然出版社出版，全18集完結
- タイムスキップ真央ちゃん（小学五年生 2000年3月号～小学六年生2001年2・3月合併号）

小學女生真央因為一台莫名其妙的手機回到戰國時代，並且附身在織田信長的近待森蘭丸身上...
- 嗆妹探偵團 （なんてっ探偵♥アイドル）（原案協力：井上敏樹）（週刊Young Sunday 2000年28号～2004年34号）全18巻
  - 《嗆妹探偵團》 大然出版社出版至11集，大然出版社倒閉後由青文出版社接手，改名《少女偶像偵探團》，全18集出版完結。
- 丘比特的惡作劇系列
  - 邱比特的惡作劇 我X老婆大人
  - 邱比特的惡作劇I 虹玉 (又譯《愛神惡作劇 虹玉(香港文化傳信出版)》)（週刊Young Sunday 2004年42号～2006年18号）
  - 邱比特的惡作劇II 櫻桃症候群 (又譯《愛神惡作劇II 櫻桃症候群》)（週刊Young Sunday 2006年34号～2008年35号(休刊号),YS Special 2008年1号～2009年5号）
  - 邱比特的惡作劇III 慾望的印記

## 關聯人物
- 久米田康治 - 友人
- 曽田正人 - 前助手
- 乃木坂太郎 - 前助手
- 加藤元浩 - 前助手[1]

## 脚注
1. ↑  《神通小偵探》（原名：Q.E.D. 証明終了）單行本34巻、迴憶起老師・北崎拓。